# Puchar Świata w narciarstwie alpejskim kobiet 2020/2021
Puchar Świata w narciarstwie alpejskim kobiet 2020/2021 to 55. edycja tej imprezy. Cykl rozpoczął się tradycyjnie w austriackim Sölden, 17 października 2020 roku, zakończył zaś zawodami w Lenzerheide 21 marca 2021 roku.
Najważniejszą imprezą sezonu były zaplanowane na luty Mistrzostwa Świata w Narciarstwie Alpejskim 2021 w Cortinie d’Ampezzo. Na koniec lutego zaplanowano z kolei próbę przedolimpijską w Yanqing, gdzie w kolejnym roku odbyły się Zimowe Igrzyska Olimpijskie 2022.
Jeszcze przed rozpoczęciem sezonu odwołano wszystkie zawody organizowane w Ameryce Północnej: gigant i slalom w Killington oraz dwa zjazdy i supergigant w Lake Louise.

## Podium zawodów

### Indywidualnie
| Lp.                                             | Data                 | Miejscowość            | Trasa                       | Konkurencja       | 1. Miejsce                            | 2. Miejsce                            | 3. Miejsce                            |
| ----------------------------------------------- | -------------------- | ---------------------- | --------------------------- | ----------------- | ------------------------------------- | ------------------------------------- | ------------------------------------- |
| 1.                                              | 17 października 2020 | Sölden                 | Rettenbach                  | gigant            | Marta Bassino                         | Federica Brignone                     | Petra Vlhová                          |
| 2.                                              | 21 listopada 2020    | Levi                   | Levi Black                  | slalom            | Petra Vlhová                          | Mikaela Shiffrin                      | Katharina Liensberger                 |
| 3.                                              | 22 listopada 2020    | Levi                   | Levi Black                  | slalom            | Petra Vlhová                          | Michelle Gisin                        | Katharina Liensberger                 |
| 4.                                              | 26 listopada 2020    | Lech                   | –                           | slalom równoległy | Petra Vlhová                          | Paula Moltzan                         | Lara Gut-Behrami                      |
|                                                 | 5 grudnia 2020       | Sankt Moritz           |                             | supergigant       | Zawody odwołane                       | Zawody odwołane                       | Zawody odwołane                       |
|                                                 | 6 grudnia 2020       | Sankt Moritz           |                             | supergigant       | Zawody odwołane                       | Zawody odwołane                       | Zawody odwołane                       |
| 5.                                              | 12 grudnia 2020      | Courchevel             | Stade Emile-Allais          | gigant            | Marta Bassino                         | Sara Hector                           | Petra Vlhová                          |
| 6.                                              | 14 grudnia 2020      | Courchevel             | Stade Emile-Allais          | gigant            | Mikaela Shiffrin                      | Federica Brignone                     | Tessa Worley                          |
| 7.                                              | 18 grudnia 2020      | Val d’Isère            | O.K.                        | zjazd             | Corinne Suter                         | Sofia Goggia                          | Breezy Johnson                        |
| 8.                                              | 19 grudnia 2020      | Val d’Isère            | O.K.                        | zjazd             | Sofia Goggia                          | Corinne Suter                         | Breezy Johnson                        |
| 9.                                              | 20 grudnia 2020      | Val d’Isère            | O.K.                        | supergigant       | Ester Ledecká                         | Corinne Suter                         | Federica Brignone                     |
|                                                 | 28 grudnia 2020      | Semmering              |                             | gigant            | Zawody odwołane po 1-szym przejeździe | Zawody odwołane po 1-szym przejeździe | Zawody odwołane po 1-szym przejeździe |
| 10.                                             | 29 grudnia 2020      | Semmering              | Panorama                    | slalom            | Michelle Gisin                        | Katharina Liensberger                 | Mikaela Shiffrin                      |
| 11.                                             | 3 stycznia 2021      | Zagrzeb                | Crveni Spust                | slalom            | Petra Vlhová                          | Katharina Liensberger                 | Michelle Gisin                        |
| 12.                                             | 9 stycznia 2021      | Sankt Anton            | Karl Schranz                | zjazd             | Sofia Goggia                          | Tamara Tippler                        | Breezy Johnson                        |
| 13.                                             | 10 stycznia 2021     | Sankt Anton            | Karl Schranz                | supergigant       | Lara Gut-Behrami                      | Marta Bassino                         | Corinne Suter                         |
| 14.                                             | 12 stycznia 2021     | Flachau                | Herman Maier Weltcupstrecke | slalom            | Mikaela Shiffrin                      | Katharina Liensberger                 | Wendy Holdener                        |
| 15.                                             | 16 stycznia 2021     | Kranjska Gora          | Podkoren 3                  | gigant            | Marta Bassino                         | Tessa Worley                          | Michelle Gisin                        |
| 16.                                             | 17 stycznia 2021     | Kranjska Gora          | Podkoren 3                  | gigant            | Marta Bassino                         | Michelle Gisin                        | Meta Hrovat                           |
| 17.                                             | 22 stycznia 2021     | Crans-Montana          | Mont Lachaux                | zjazd             | Sofia Goggia                          | Ester Ledecká                         | Breezy Johnson                        |
| 18.                                             | 23 stycznia 2021     | Crans-Montana          | Mont Lachaux                | zjazd             | Sofia Goggia                          | Lara Gut-Behrami                      | Elena Curtoni                         |
| 19.                                             | 24 stycznia 2021     | Crans-Montana          | Mont Lachaux                | supergigant       | Lara Gut-Behrami                      | Tamara Tippler                        | Federica Brignone                     |
| 20.                                             | 26 stycznia 2021     | Kronplatz              | Erta                        | gigant            | Tessa Worley                          | Lara Gut-Behrami                      | Marta Bassino                         |
| 21.                                             | 30 stycznia 2021     | Garmisch-Partenkirchen | Kandahar 1                  | supergigant       | Lara Gut-Behrami                      | Kajsa Vickhoff Lie                    | Marie-Michèle Gagnon                  |
| 22.                                             | 1 lutego 2021        | Garmisch-Partenkirchen | Kandahar 1                  | supergigant       | Lara Gut-Behrami                      | Petra Vlhová                          | Tamara Tippler                        |
| 46. Mistrzostwa Świata 2021 – Cortina d’Ampezzo |                      |                        |                             |                   |                                       |                                       |                                       |
| 23.                                             | 26 lutego 2021       | Val di Fassa           | La Volata                   | zjazd             | Lara Gut-Behrami                      | Ramona Siebenhofer                    | Corinne Suter                         |
| 24.                                             | 27 lutego 2021       | Val di Fassa           | La Volata                   | zjazd             | Lara Gut-Behrami                      | Corinne Suter                         | Kira Weidle                           |
| 25.                                             | 28 lutego 2021       | Val di Fassa           | La Volata                   | supergigant       | Federica Brignone                     | Lara Gut-Behrami                      | Corinne Suter                         |
| 26.                                             | 6 marca 2021         | Jasná                  | Lukova 2                    | slalom            | Mikaela Shiffrin                      | Petra Vlhová                          | Wendy Holdener                        |
| 27.                                             | 7 marca 2021         | Jasná                  | Lukova 2                    | gigant            | Petra Vlhová                          | Alice Robinson                        | Mikaela Shiffrin                      |
| 28.                                             | 12 marca 2021        | Åre                    | Olympia                     | slalom            | Petra Vlhová                          | Katharina Liensberger                 | Mikaela Shiffrin                      |
| 29.                                             | 13 marca 2021        | Åre                    | Olympia                     | slalom            | Katharina Liensberger                 | Mikaela Shiffrin                      | Wendy Holdener                        |
|                                                 | 17 marca 2021        | Lenzerheide            |                             | zjazd             | Zawody odwołane                       | Zawody odwołane                       | Zawody odwołane                       |
|                                                 | 18 marca 2021        | Lenzerheide            |                             | supergigant       | Zawody odwołane                       | Zawody odwołane                       | Zawody odwołane                       |
| 30.                                             | 20 marca 2021        | Lenzerheide            | Beltrametti                 | slalom            | Katharina Liensberger                 | Mikaela Shiffrin                      | Michelle Gisin                        |
| 31.                                             | 21 marca 2021        | Lenzerheide            | Beltrametti                 | gigant            | Alice Robinson                        | Mikaela Shiffrin                      | Meta Hrovat                           |

### Drużynowy slalom gigant równoległy
| Data          | Miejscowość | 1. Miejsce | 2. Miejsce                                                          | 3. Miejsce                                                                 |
| ------------- | ----------- | --- | ------------------------------------------------------------------- | -------------------------------------------------------------------------- |
| 19 marca 2021 | Lenzerheide | Norwegia Kristina Riis-Johannessen · Leif Kristian Nestvold-Haugen · Kristin Lysdahl · Sebastian Foss Solevåg | Niemcy Andrea Filser · Linus Straßer · Lena Dürr · Alexander Schmid | Austria Franziska Gritsch · Fabio Gstrein · Katharina Huber · Adrian Pertl |

## Klasyfikacje
| Lp. | Zawodniczka           | Punkty |
| --- | --------------------- | ------ |
| 1.  | Petra Vlhová          | 1416   |
| 2.  | Lara Gut-Behrami      | 1256   |
| 3.  | Michelle Gisin        | 1130   |
| 4.  | Mikaela Shiffrin      | 1075   |
| 5.  | Katharina Liensberger | 903    |
| 6.  | Marta Bassino         | 876    |
| 7.  | Federica Brignone     | 867    |
| 8.  | Corinne Suter         | 753    |
| 9.  | Sofia Goggia          | 740    |
| 10. | Wendy Holdener        | 535    |

| Lp. | Zawodniczka        | Punkty |
| --- | ------------------ | ------ |
| 1.  | Sofia Goggia       | 480    |
| 2.  | Corinne Suter      | 410    |
| 3.  | Lara Gut-Behrami   | 383    |
| 4.  | Breezy Johnson     | 330    |
| 5.  | Kira Weidle        | 265    |
| 6.  | Laura Pirovano     | 220    |
| 7.  | Tamara Tippler     | 211    |
| 8.  | Ester Ledecká      | 206    |
| 8.  | Elena Curtoni      | 206    |
| 10. | Ramona Siebenhofer | 194    |

| Lp. | Zawodniczka         | Punkty |
| --- | ------------------- | ------ |
| 1.  | Lara Gut-Behrami    | 525    |
| 2.  | Federica Brignone   | 323    |
| 3.  | Corinne Suter       | 310    |
| 4.  | Tamara Tippler      | 272    |
| 5.  | Ester Ledecká       | 236    |
| 6.  | Marta Bassino       | 228    |
| 7.  | Kajsa Vickhoff Lie  | 182    |
| 8.  | Petra Vlhová        | 158    |
| 9.  | Francesca Marsaglia | 146    |
| 10. | Elena Curtoni       | 136    |

| Lp. | Zawodniczka           | Punkty |
| --- | --------------------- | ------ |
| 1.  | Marta Bassino         | 546    |
| 2.  | Mikaela Shiffrin      | 420    |
| 3.  | Tessa Worley          | 391    |
| 4.  | Michelle Gisin        | 389    |
| 5.  | Federica Brignone     | 372    |
| 6.  | Petra Vlhová          | 342    |
| 7.  | Lara Gut-Behrami      | 288    |
| 8.  | Alice Robinson        | 278    |
| 9.  | Meta Hrovat           | 234    |
| 10. | Katharina Liensberger | 198    |

| Lp. | Zawodniczka           | Punkty |
| --- | --------------------- | ------ |
| 1.  | Katharina Liensberger | 690    |
| 2.  | Mikaela Shiffrin      | 655    |
| 3.  | Petra Vlhová          | 652    |
| 4.  | Michelle Gisin        | 491    |
| 5.  | Wendy Holdener        | 415    |
| 6.  | Lena Dürr             | 235    |
| 7.  | Kristin Lysdahl       | 227    |
| 8.  | Laurence St-Germain   | 224    |
| 9.  | Chiara Mair           | 193    |
| 10. | Martina Dubovská      | 188    |

| Lp. | Zawodniczka             | Punkty |
| --- | ----------------------- | ------ |
| 1.  | Petra Vlhová            | 100    |
| 2.  | Paula Moltzan           | 80     |
| 3.  | Lara Gut-Behrami        | 60     |
| 4.  | Sara Hector             | 50     |
| 4.  | Marta Bassino           | 45     |
| 6.  | Thea Louise Stjernesund | 40     |
| 7.  | Federica Brignone       | 36     |
| 8.  | Elisa Mörzinger         | 32     |
| 9.  | Maryna Gąsienica-Daniel | 29     |
| 10. | Adriana Jelinkova       | 26     |